# Fugu

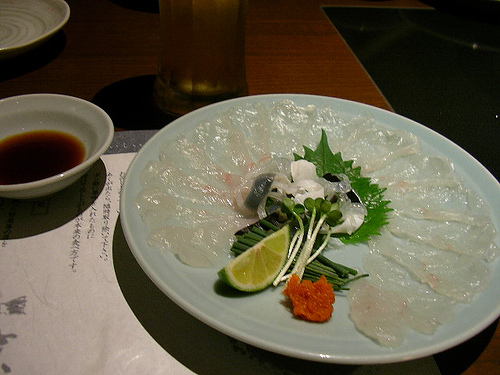
Szeletelt fugu darabok ízlésesen tálalva

A fugu (フグ; Hepburn: fugu) japán szó jelentése folyami hal, mely a gömbhal nevét és a hal húsából készített japán ételt is jelenti. Az étel készítésére a gömbhalfélék közül felhasználják a Takifugu, a Lagocephalus és a Sphoeroides nemekbe tartozó fajokat. A gömbhal helyes elkészítése a szervezetében előforduló halálos méreg miatt fokozott körültekintést és gyakorlott szakácsot igényel. Veszélyessége miatt az egyik legismertebb misztikus étke a japán konyhaművészetnek. Fogyasztói számára talán éppen e veszéllyel való játék, a felfokozott adrenalinszint és a halál lehetősége jelenti a gömbhal igazi élvezeti értékét.

## Fogyasztása
Fogyasztásakor egyben biztos lehet a különleges gasztronómiai élvezetre vágyó, hogy nincs 100%-ban biztonságos fugu étek. Valójában ezért fogyasztják az egyébként méregdrágán kapható japán specialitást. A világon a legnagyobb fugufogyasztó, Japán évente 10 000 tonna körüli mennyiséget használ fel.

### Története

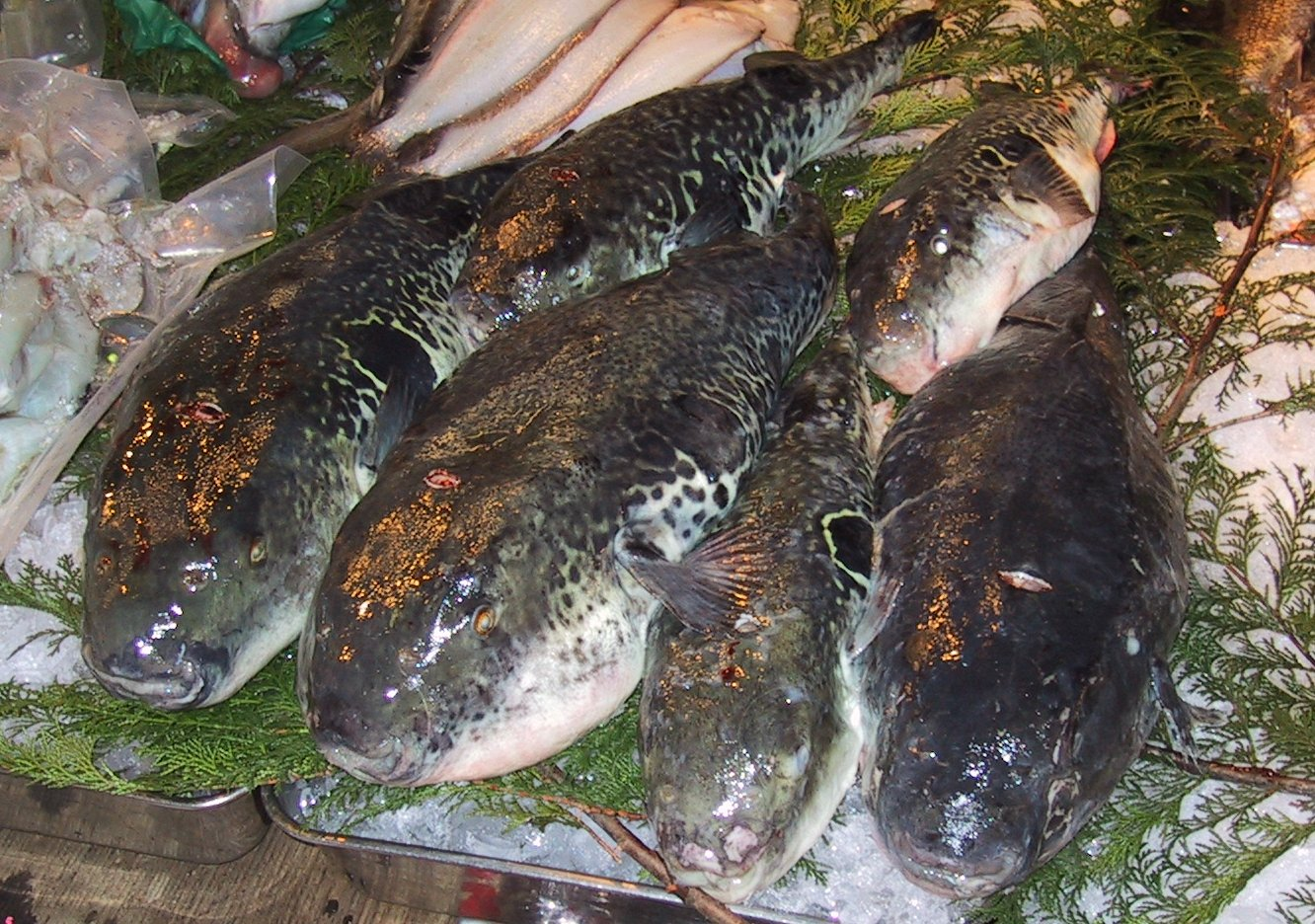
Eladásra előkészített fagyasztott gömbhal (Takifugu rubripes) várakozik a vállalkozó szellemű mesterszakácsára a tokiói piacon.

A fugut évszázadok óta fogyasztják, habár az igazi történelmi oka nem ismert. Erre bizonyítékként szolgál, hogy a feltárt korábbi évszázadok hulladékának elemzése során 2300 évvel ezelőtti csontokat is találtak.
Az első halálos mérgezést a 8. században jegyezték fel Simonoszeki városában. További történet is kötődik e városhoz, hiszen a 16. században ebben a városban vonták össze azokat a csapatokat, amelyekkel Korea meghódítására indultak volna. A katonák azonban megkóstolták a helyi specialitást, a fugut, és ez sokuk halálát okozta. Ez az esemény is hozzájárult ahhoz, hogy az egész országban tiltották étkezési célokra történő felhasználását.
A Tokugava-sógunátus (1600–1868) által betiltott fogyasztását a fővárosban Edóban és a hatalmuk alatt lévő befolyási övezetben tudták érvényesíteni, azonban a hatalommal szembeni egyfajta szembenállásként és a bátorság deklarálására továbbra is megették. Az ország nyugati részein sokkal gyengébb volt a kormányzat és könnyebb volt a halhoz hozzájutni, ezért különböző feldolgozási és főzési eljárásai ekkor fejlődtek ki.
A Meidzsi-restaurációt követő időszakban (1867–1912) tiltott volt az országnak a legtöbb területén és testi épségük megóvása érdekében a tennóként tisztelt uralkodó család tagjainak különösképpen nem volt szabad fogyasztaniuk fugut. A gyakorlatban azonban, szabályozás ide vagy oda, külön kultusz alakult ki körülötte és a mai napig is mindig vannak bátor vállalkozók fogyasztására, annak ellenére, hogy évente tucatnyi halálos mérgezést okoz.
A legtöbb mérgezés az emberi tudatlanságnak tudható be, hiszen sok halász esik áldozatul elsősorban a szakszerűtlen feldolgozás miatt. A japán halászok egyik nevezetes éneke is arról szól szabad fordításban, hogy „szeretnék fugut enni és nem meghalni”. Van ellenpélda is, az egyik leghíresebb mérgezéses esetet VIII. Bando Micugoró híres kabukiszínész nevéhez kötik, aki egy elegáns étteremben evett a hal májából, mely hét órán belül végzett vele.

### Fajok
Fogyasztását tekintve legnagyobb köztiszteletnek örvendő faja a tigrisgömbhal (T. rubripes), mely az egyik legmérgezőbb gömbhalféle. Más fajait is felhasználják, így például tányéron láthatjuk a T. pardalis, T. vermicularis és a T. porphyreus egyedeit.
Szigorúan ajánlott figyelembe venni a japán Egészségügyi Minisztérium által kiadott szabályozást, melyben előírták, hogy fajtánként a gömbhalak mely részei fogyaszthatóak, mert különben hazardírozás és életveszélyes vállalkozás enni belőle.

### Korlátozások a halászatában és feldolgozása során

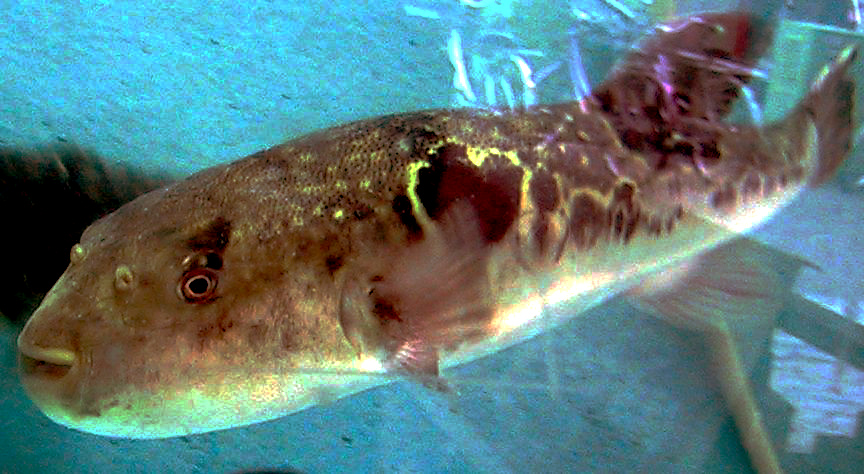
Akváriumban egy étteremben

Szigorú halászati korlátozások védik a gömbhal populációkat veszélyeztetettségük miatt. Halászata tavasszal az ívási időszakára esik, amikor befogják egyedeit a Csendes-óceánból és ketrecben tartják értékesítésükig.
A nagybani értékesítésének egyik legfőbb piaca Simonoszeki városban található. Az ára őszre jelentősen felkúszik, hiszen a legjobb időszak fogyasztására a hal télire felhalmozott zsírtartalékai miatt. Mérgező hatása miatt elsősorban élve szállítják az éttermekbe és nagy tartályokban tárolják. Előkelő japán éttermekben szokás a vendégek részére is látható módon akváriumban közszemlére tenni őket.
Feldolgozott állapotában megtalálható még az erre kijelölt élelmiszerboltokban, de árusítása engedélyköteles és eredetigazolást is kell kapnia a vásárlónak. Nyilvános értékesítése szigorúan tiltott, bár japán nagyvárosokban borsos áron feketén is kereskednek vele.
1958 óta csak külön vizsgázott és ellenőrzött szakács készíthet nyilvános értékesítésre fugut. A vizsga letételéhez két-három év gyakorlat szükséges és a teszt során először írásban kell a feltett kérdésekre válaszolni. Sikeres kétórás írásbeli rész után gyakorlati vizsga keretében húsz perc alatt önállóan kell elkészíteni belőle az ételt, melynek záró részeként a szakács tanulónak enni is kell belőle. A vizsgákat általában az aspiránsok 35%-a tudja letenni, hiszen az elméleti és gyakorlati tudás mellett komoly pszichikai felkészültséggel is kell rendelkezzen a vizsgázó. Ez persze nem azt jelenti, hogy meghalnának a többiek, csak azt, hogy szigorú a vizsgáztatás rendszere és a legkisebb hiba esetén is megbuktatják a vizsgázót. Előkelő japán éttermekben ugyanis biztonságos a fugu szeletek fogyasztása, de ezt csak a szigorú előírásoknak és a mesterséges tenyésztésben elért sikereknek lehet betudni.

#### Tisztítása és a belsőségek kezelése
A hal tisztítása során először az uszonyait vágják le, majd eltávolítják azokat a szerveit, amelyek a mérget tartalmazzák. Ezek a szem, a bőr, a belek, a vesék, a petezsák és az ikra. A hal filézett fehér húsát megmossák, hajszálvékony szeletekre vágják. Értékesíteni vagy felhasználni a belsőséget és különösen a máját illegális, azonban mégis voltak már szerencsétlenül járt tudatlan áldozatai.
A kidobott belsőséget és halnyesedéket fogyasztó baromfik és a második világháborút követően hajléktalanokról is vált ismertté mérgezéses eset amiatt, hogy megették a felelőtlenül kidobott részeit, mely azután halálukat okozta. Ezeknek a mérgezésnek is köszönhető, hogy külön veszélyes hulladékként zárható dobozban kell tárolni a hal fel nem használt részeit és ezeket el kell égetni.

### Fuguból készített ételkülönlegességek

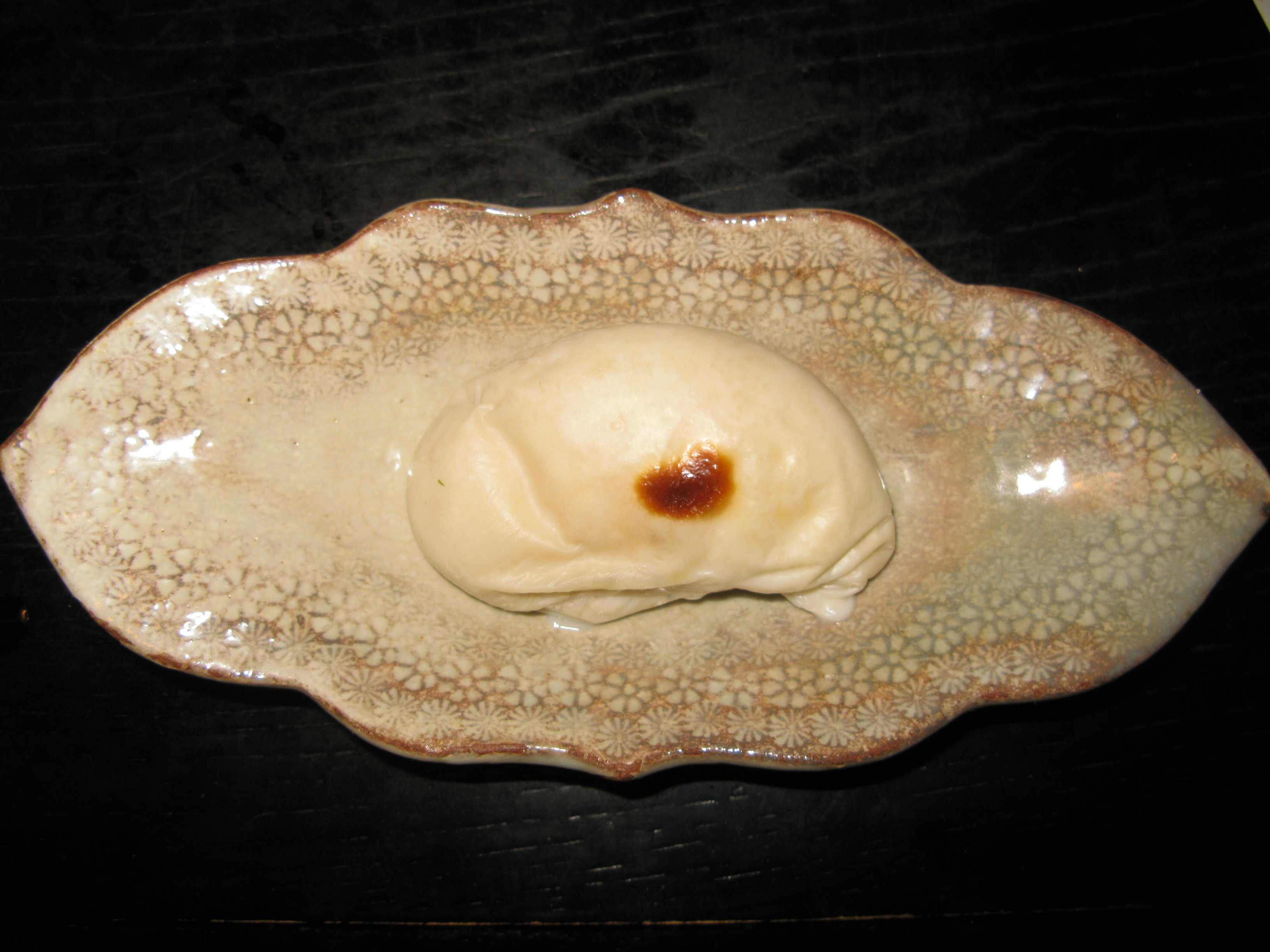
Fugu no Shirako

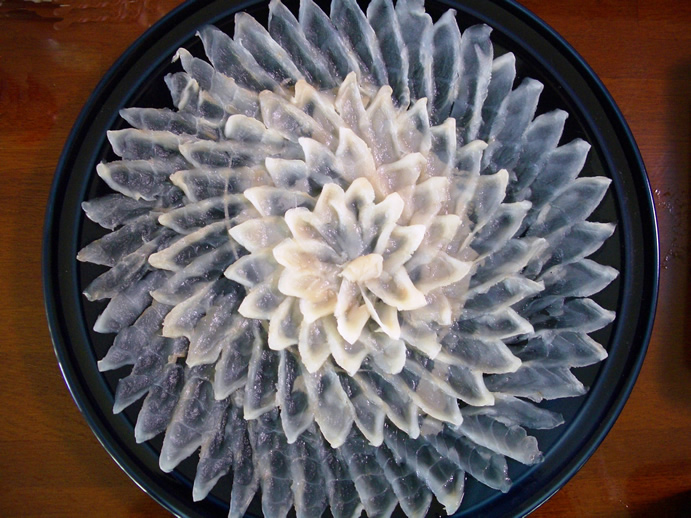
Krizantém formájú fugu sashi

A hal húsát vékony darabokra szeletelve szolgálják fel és különleges kést, az úgynevezett fugu vagy tako higit használnak hozzá, melyet külön tárolnak a többi késektől és tisztítására is külön szabályok vonatkoznak.
A vékony halszeletekből, hasonlóan az origami művészetéhez, csodálatos figurákat alakítanak ki. Legkedveltebb a szárnyait kitáró darumadarat, illetve a krizantém szirmait mintázó elrendezés. Az így elkészített szeleteket nyersen, citromlével, illetve fűszeres szójaszósszal tálalják.
Ismert még a kisütött vagy bundázott, illetve levesnek elkészített ételféleségei is. A hímivarú gömbhalak teje kitüntetett helyen szerepel a japán étlapon, melyet gyakran burokban helyeznek el és grillezve salátával együtt szolgálnak fel. Népszerű fogás a szasimi, mely japán különlegesség: a vékonyra vágott hússzeleteket rájuk öntött különleges szószokkal ízesítik. A tányér díszítésénél használt krizantémmintával is a halálra utalnak.
A „fugu Hire-zake” a hal uszonyait jelenti sütve. Emellé szolgálják fel a forró szakét. Lassú tűzön zöldségekkel együtt főzött Fugu-chiri-vel és a jól átsütött változatával a Fugu Kara-agével is találkozhatunk étteremben.
Néhány különleges helyen speciális eljárás részeként pácolják is mérgező részeit, annak érdekében, hogy fogyasztható legyen. Ez általában hosszú időt vesz igénybe és eltarthat három évig is, míg a mérgező részekből szaké és só segítségével kioldják a méreganyagot. Ha valaki ezek után fugut fog enni, jó, ha tudja, hogy a hagyományok szerint az első falat mindig a szakácsé, aki ezzel az előkóstolással igazolja az ételt.

## Mérgező hatása
A tetrodotoxin (TTX) nagyon erős neurotoxin, amely gátolja az idegrendszer működését és ellenálló a főzésre. A méreg nem károsítja a vérkeringést, ezért az áldozat teljesen tudatánál van, miközben megbénul az egész teste.
A kereskedelmi forgalomban kapható fugu biztonságosnak mondható és ha betartják az előírt szabályokat, akkor nagyon ritkán fordul elő mérgezés. Legtöbbször ennek mellőzése okozza a szerencsétlenséget, hiszen a mérgezések általában azokat a gyakorlatlan embereket érik, akik maguk dolgozzák fel a halat és utána megeszik. A másik oka, hogy ínyenc falatként fogyasztják a máját, mely csak méregtelenítés után ehető.
A különböző gömbhalak más-más mértékben mérgezőek és nem biztos, hogy halált okoznak. A fogyasztók érezhetnek ajak- és nyelvzsibbadást, mely nem feltétlen a halál előszele, de akár kezdeti jele lehet egy komolyabb mérgezésnek.

### Mérgezőképesség
Ma éjjel nem láthatom őt,

le kell mondanom róla,

fugut fogok enni
Egy gömbhalban körülbelül harminc emberi élet kioltásához elegendő tetrodotoxin található, ami elsősorban a májban, a petezsákban, a bélrendszerben és a hal bőrében koncentrálódik. A toxin 275-ször halálosabb a cianidnál és mérgezése esetén egyfajta rituális kivégzésnek is felfogható a lejátszódó folyamat.
Az áldozat tisztán tud gondolkodni, miközben végtagjai lassan megbénulnak, nem bír beszélni, mozogni, majd levegőt venni és végül meghal. Mérgezés esetén lehetséges kezelési mód, hogy mesterségesen lélegeztetik a beteget egészen addig, míg a szervezetéből ki nem ürül a méreganyag. Nem ismert olyan ellenanyag, mely semlegesíti. Orvosi kezelés részeként felmerülhet még az azonnali gyomorürítés, hánytatás és orvosi szént kell lenyeletni az áldozattal, hogy megkösse a méreganyagot a gyomrában.
Egéren végzett állatkísérletek során megállapítást nyert, hogy 8 mikrogramm tetrodotoxin testtömeg- kilogrammonként 50%-ban halált okoz. A tünetek halálos mennyiségű koncentráció fogyasztása esetén szédülés, kimerültség, fejfájás, hányinger és nehézlégzés. Az áldozatok 50-80%-a a mérgezést követő 4-24 órában hal meg és a mérgezés alatt tudatában van a körülötte történteknek, de nem tud beszélni és mozogni bénulása miatt, végezetül a légzése is leáll és megfullad. A tetrodotoxint Robert Woodward azonosította 1965-ben és ez a felfedezés is hozzájárult ahhoz, hogy később munkásságáért Nobel-díjat kaphatott.
A szingapúri Molekuláris és Sejtbiológiai Intézet és a Nemzeti Egyetem tudósai által végzett kutatások alapján megállapítást nyert, hogy a méreganyag segítséget nyújt a hal szaporodásához és megvédi a ragadozók támadásai ellen. Az evolúciós adaptáció révén érzéketlen lett a fugu az általa fogyasztott tetrodotoxinra. A mérget a hal nem maga termeli, hanem mérgező rákok, kagylók, tengeri élőlények elfogyasztásakor jut az a szervezetébe.
A fuguval kapcsolatos kutatások eredményeképpen mesterséges tenyésztése 2008 óta meglepő fordulatot hozott. A fenti eredmények ismeretében japán kutatók felhasználták azt az ismeretet, hogy az állat testében megtalálható méreg az étkezéskor elfogyasztott állati eredetű táplálékkal bevitt tetrodotoxinnal telített baktériumok hatása, ezért kiiktatva ezt étrendjéből, tenyészthető lett a nem mérgező fugupopuláció is.
A Nagaszaki Egyetem kutatói jelentették be, hogy kitenyésztették a nem mérgező gömbhalat egy speciális étrendváltoztatás eredményeképpen. Bizonyítást nyert, hogy a tetrodotoxin bizonyos baktériumok, például a Pseudoalteromonas tetraodonis, a Pseudomonas és a Vibrio szervezetbe történő jutása miatt termelődik. A vizsgálódásaik során 4800 db halat vizsgáltak meg és találtak nem mérgezőnek amiatt, hogy speciális diéta során az élőhelyüktől eltérően, mesterséges táplálásuk során kiküszöbölték azt, hogy olyan anyag kerüljön az emésztési rendszerükbe, mely a toxinképződést segíti. A nem mérgező gömbhalak fogyasztása így teljesen biztonságossá válhat, azonban a szkeptikusok szerint a halat eddig sem csak az íze, hanem a körülötte lévő mítosz és rizikó miatt fogyasztották, így szerintük ezt a tenyésztett halat külön kellene kezelni és értékesíteni.
Japánban híres tenyésztési centrum az Óita prefektúrában található Uszuki városa. Eddig az itt tenyésztett halak kapcsán nem jeleztek mérgezéses esetet.

### Megtörtént mérgezések
A tokiói Szociális és Jóléti Hivatal statisztikai adatai szerint Japánban 1996 és 2006 között évenként 20–44 mérgezéses esetet regisztráltak. Egy mérgezés több személyt is érinthet, amennyiben többen fogyasztanak az elkészített ételből így ezekben az években 34–64 személyt kezeltek emiatt és átlagban 6 körüli haláleset történt. A halálesetek szinte minden esetben halászokhoz kapcsolhatóak, azonban egy eset történt étteremben is, a már említett kabukiszínészé, VIII. Micugoro Bandóé, aki 1975-ben minden szabály ellenére ragaszkodott, ahhoz, hogy egyen a hal májából és ez okozta a vesztét. Az étterem szakácsa ugyanis nem utasította vissza a híres ember követelőzését. Természetesen az eset után az étterem engedélyét bevonták.
A statisztika szerinti esetek azt is mutatják, hogy 50%-ban a máj, 43%-ban egyéb belsőségek (ivarszervek) és 7%-ban a bőr fogyasztása eredményezett mérgezést.
Thaiföldről jelentették, hogy lelkiismeretlen halárusok mérgezett gömbhalhúst lazacként értékesítettek, mely miatt 115 ember került kórházba és 15 halt meg 2004 és 2007 között.
A Fülöp-szigetekről 2008 márciusában érkezett a hír, hogy egy horgász és családja meghalt. 2007-ben ugyaninnen jelentették, hogy négy ember meghalt és további öt megbetegedett gömbhal helytelen fogyasztása miatt.

## Társadalmi hatása

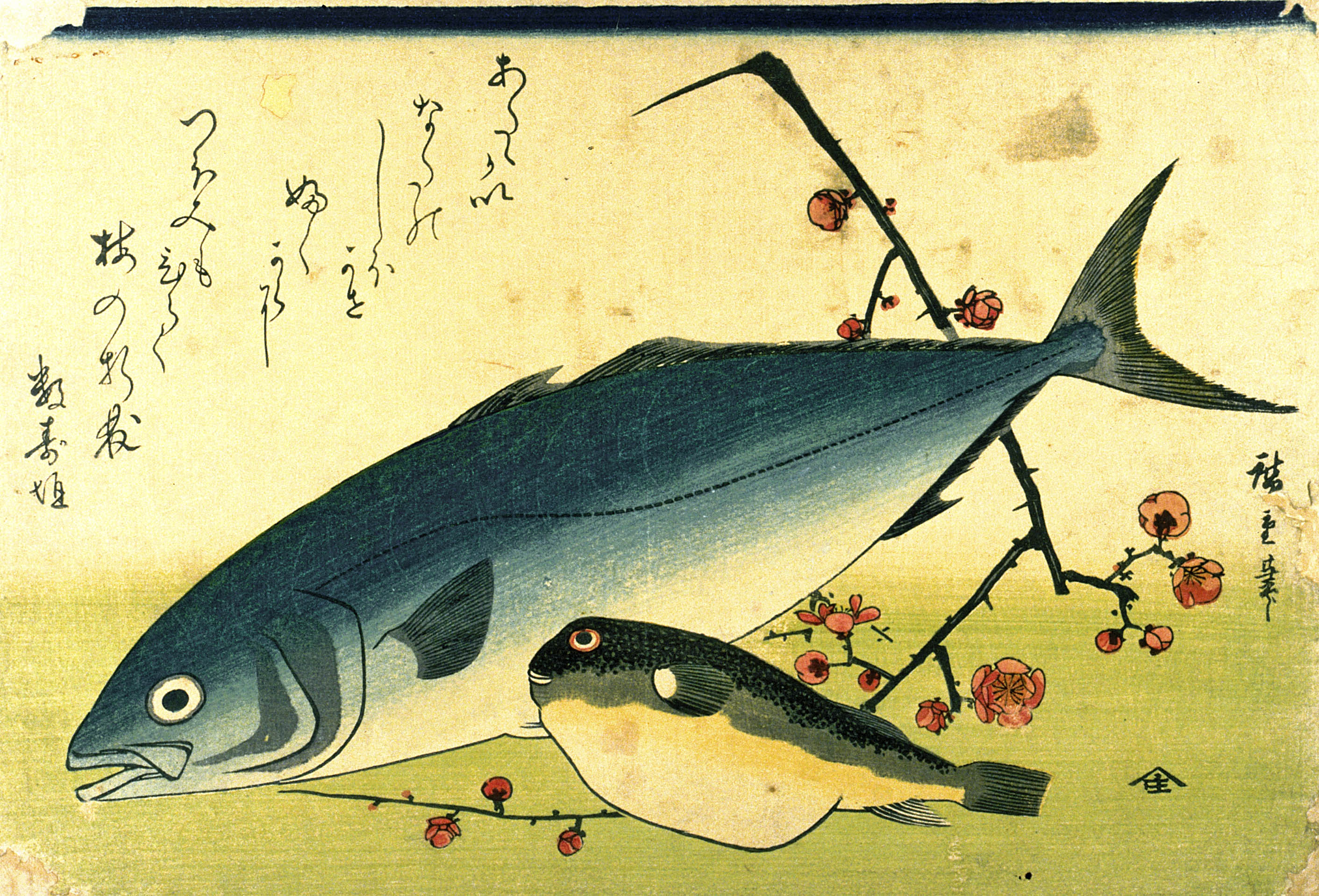
Fugu és a japán sárgafarkú (Seriola quinqueradiata) Utagava Hirosige festményén (1832)

A fugu nagyon drágán hozzáférhető hal, hiszen potenciális veszélyforrásként az emberi élet kioltására is alkalmas mérget tartalmaz.
A japán nyelvben több, a fajhoz köthető szó hordoz hozzá kapcsolható jelentést. A Kanszai régióban használatos szlengben a halat teppōként említik, amely eredetileg pisztolyt vagy fegyvert jelent. Tovább vizsgálva a japán szavakat az ataru ige jelent mérgezést és lelövést is. Jamagucsi prefektúrában nevezik fukunak a fugu helyett, mely jó szerencsét jelent.
A Cukidzsi halpiacon bevett szokás volt, hogy évente a fugu halászati idényének csúcspontjaként visszaengednek a Szumida folyóba kifogott fugukat, ez a szokás egyébként Shimonoseki városában is él.
Humoros rövid mese is szól az étel veszélyességével kapcsolatban, melyről az alábbi japán rakugót jegyezték fel. Három ember készített fugupörköltet és nem voltak biztosak, hogy megehetik-e kockázat nélkül. Tesztelésképpen egy koldust kínáltak meg vele, és amikor úgy tűnt, hogy semmi baja nem esett tőle, ők is megették az ételt. Később találkoztak megint a koldussal, aki nagyon megörült nekik és elmondta, hogy kíváncsi volt az étel hatására, hiszen nagyon éhes és mivel korábban csak szimulálta az evést és elrejtette a neki adott finom falatokat, így becsapta kínálóit. Azóta arra várt, hogy mikor ehet majd ő is belőle. A három pökhendi embert a tudat, hogy a koldus bölcsessége és saját felelőtlenségük miatt akár meg is halhattak volna, teljesen az őrületbe kergette.

### Turistalátványosság
A fugu híre messze földre elterjedt és eladható turisztikai célokból is, hiszen a Japánba látogatók szívesen vásárolnak fuguval kapcsolatos emléktárgyat. Készítenek lámpást a preparált testéből, ezek egyébként sok étterem előtt is világítanak, így adnak tájékoztatást a benn felszolgált ételkülönlegességről. A bőréből készített tárcával és különböző dobozokkal is könnyű találkozni a népművészeti tárgyakat árusító helyeken. Oszakában még fugumúzeum is található.

## Hol lehet fugut enni?
A legtöbb japán városban van akár több étterem is, ahol étlapon szerepel. Az éttermeket egymáshoz közel találjuk meg, hiszen szigorú előírásokat könnyebb együtt betartani a kereskedelemben, a feldolgozása és a hulladék kezelése során.
Az egyik leghíresebb specialitást, a takefukut a Tokióban található Ginza negyedben árusítják, de világhírű még az oszakai Zuboraya étteremlánc is.
Japánon kívül Dél-Korea is nagy fugufogyasztó, itt bok néven ismerik. Nagy kikötővárosaik Puszan és Incshon, ahol népszerű a fugu; a belőle készített ételfogások, a leves és a saláta szintén nagyon magas áron kaphatóak.
Az Amerikai Egyesült Államokban 2003-óta szolgálhatnak fel fugut és erre 17 étterem kapott engedélyt, melyből 12 New Yorkban található.
Az USA-ba a halat már megtisztított állapotban szállítják, és a szigorú amerikai élelmiszer-tárolási szabályoknak megfelelően felhasználásáig hűtött műanyag konténerben tárolják. A szakácsok képzettségét illetően ugyanazok a követelmények érvényesek, mint Japánban.
A 853/2004/EK rendelet alapján az Európai Unió területén tilos forgalomba hozni.

### Ára
Egy átlagos fuguhúsból készült étel 5 000 jen (kb. 10 eFt) míg egy nyolcfogásos fugut is tartalmazó ételkülönlegesség ára 10 000 jen és 20 000 jen (kb. 20-50 eFt) között mozoghat. A legdrágább tigrisfugu ára még ezeket is felülmúlhatja.

## Fordítás
- Ez a szócikk részben vagy egészben  a   Fugu című angol Wikipédia-szócikk ezen változatának fordításán alapul.  Az eredeti cikk szerkesztőit annak laptörténete sorolja fel. Ez a jelzés csupán a megfogalmazás eredetét és a szerzői jogokat jelzi, nem szolgál a cikkben szereplő információk forrásmegjelöléseként.